# Yeovil Town FC
Yeovil Town Football Club is een Engelse voetbalclub uit Yeovil, Somerset. Het team komt uit in de National League, het vijfde niveau van het Engels voetbalsysteem. De thuisbasis van de club is Huish Park, gebouwd in 1990 op de plek van een oud legerkamp en vernoemd naar hun vorige stadion, Huish. De bijnaam van de club is "The Glovers", wat verwijst naar vroeger, toen de stad Yeovil bekend stond om het maken van handschoenen.
Yeovil kwam van 2003 tot en met 2019 uit in de Football League, met als hoogtepunt één seizoen in de Championship. In 2002 won de club de FA Trophy, de eerste grote prijs uit de clubgeschiedenis.
Yeovil is een van de meest succesvolle non-league teams in de FA Cup en versloeg door de jaren heen grote tegenstanders. In 1949 was Yeovil zelfs het tweede non-league team ooit (na Colchester United), die de vijfde ronde wist te halen van het bekertoernooi. Dit deden ze door in de vierde ronde  eersteklasser Sunderland uit te schakelen. Hierna verloor Yeovil voor het oog van 81.000 toeschouwers bij Manchester United.

## Geschiedenis
De club werd in 1895 opgericht als Yeovil Casuals en werkte toen zijn thuiswedstrijden af in het Pen Mill Athletic Ground. In 1907 werd de naam veranderd in Yeovil Town. Na een fusie met Petters United in 1914 werd de nieuwe naam Yeovil & Petters United. Sinds 1946 is de naam van de club opnieuw Yeovil Town. Zo heet de club tot op de dag van vandaag nog steeds. Na het einde van de Tweede Wereldoorlog speelden ze in de Southern League en in deze competitie werden ze in 1955, 1964 en 1971 kampioen, alvorens ze zich aansloten bij de Alliance Premier League. Hier namen ze van 1979 tot 1985 aan deel. Ze brachten vervolgens drie jaar door in de Isthmian League en promoveerden in 1988 als kampioen naar de Conference. Na in 1995 gedegradeerd te zijn, keerde de ploeg na twee jaar weer terug na de titel in de Isthmian League behaald te hebben.
Lange tijd deed de club mee in de marge. Pas in 2003, na het behalen van het kampioenschap in de Conference, trad de vereniging voor het eerst toe tot de Football League. Een jaar eerder behaalden de groen-witten de bekertitel in de FA Trophy. Het kampioenschap in League Two in seizoen 2004/2005 was de belangrijkste prestatie in de clubgeschiedenis tot 2013. Tot het seizoen 2012/2013 bevond de club zich in League One.
De hoogste positie daarin was de vierde plaats in seizoen 2012/2013. Die positie gaf recht op het spelen van play-offs voor promotie naar het The Championship. De eerste ronde van de play-offs speelde Yeovil Town tegen Sheffield United. Hierin werd de eerste (uit-)wedstrijd met 1-0 verloren. De tweede wedstrijd werd echter met 2-0 gewonnen waardoor Yeovil Town de finale om de laatste play-off plaats op Wembley Stadium mocht spelen. Deze wedstrijd, gespeeld op zondag 19 mei 2013, tegen Brentford FC werd met 2-1 gewonnen, waardoor de club samen met Doncaster Rovers (kampioen) en AFC Bournemouth promotie afdwong naar The Championship. Het avontuur in de tweede hoogste afdeling van het Engelse voetbal duurde echter slechts één seizoen. De club eindigde op de 24ste en laatste plaats, waardoor de degradatie naar de League One volgde. Het seizoen daarop werd opnieuw geen succes. Met nog twee wedstrijden te gaan, was de club al zeker van degradatie naar de League Two. Yeovil Town zal hier dus voor het eerst in meer dan tien jaar weer zijn opwachting maken.
In 2019 degradeerde Yeovil Town, na zestien seizoenen, uit de Football League. Dit had veel gevolgen voor de club op financieel gebied, zo dalen de tv-inkomsten. Daarnaast had de degradatie ook effect op sportief gebied. Clubs uit de Premier League en Championship huren jonge spelers vaak uit aan clubs uit de League One en League Two om ervaring op te doen, minder snel aan een club daarbuiten. Daarnaast moeten ze als non-league club starten in de vierde kwalificatieronde van de FA Cup, in plaats van de eerste ronde van het hoofdtoernooi. Tevens nemen ze nu niet meer deel aan de EFL Cup en de Football League Trophy, maar aan de FA Trophy. In 2023 beleefde de ploeg uit Somerset een nieuw dieptepunt, toen het degradeerde naar de National League South, het zesde niveau. Het betekende voor de ploeg een vierde degradatie in tien jaar tijd. Op 11 april 2024 wonnen ze de National League South door Truro City FC met 2-0 te verslaan, waardoor ze weer promoveerden naar de National League.

## Erelijst
- Conference League Cup (1)

1990
- FA Trophy (1)

2002
- Football Conference (1)

2003
- National League South (1)

2024
- League Two (1)

2005

## Bekende (oud-)spelers
- Luke Ayling
- Asmir Begović
- Chris Cohen
- Stefan Stam
- Marcus Stewart
- Marc Wilson

Aldershot Town ·
Altrincham ·	
Barnet ·
Boston United ·
Braintree Town · 
Dagenham & Redbridge ·
Eastleigh ·
Ebbsfleet United ·
Forest Green Rovers ·
Fylde ·
Gateshead · 
Halifax Town · 
Hartlepool United ·
Maidenhead United ·
Oldham Athletic · 
Rochdale ·
Solihull Moors ·
Southend United ·
Sutton United ·
Tamworth ·
Wealdstone ·
Woking ·
Yeovil Town ·
York City